# Hypoprora tyra
Hypoprora tyra là một loài bướm đêm trong họ Noctuidae.